# كلاوس هارو
كلاوس هارو (Klaus Härö؛ بورفو، 31 مارس 1971) مخرج سينمائي فنلندي .
تحصل في عام 2004 على جائزة الدولة فنلندا للفنون.

## من أفلامه
- أفضل الأمهات (Äideistä parhain؛ 2005)
- خطابات إلى الأب يآكوب (Postia pappi Jaakobille؛ 2009)

## روابط خارجية
- كلاوس هارو على موقع IMDb (الإنجليزية)
- كلاوس هارو على موقع روتن توميتوز (الإنجليزية)
- كلاوس هارو على موقع قاعدة بيانات الأفلام العربية
- كلاوس هارو على موقع ألو سيني (الفرنسية)
- كلاوس هارو على موقع أول موفي (الإنجليزية)
- كلاوس هارو على موقع قاعدة بيانات الأفلام السويدية (السويدية)
- كلاوس هارو على موقع قاعدة بيانات الفيلم (الإنجليزية)
- كلاوس هارو على موقع كينوبويسك (الروسية)